# 1913年至1914年英格蘭足總盃
1913/14球季英格蘭足總盃（英語：FA Cup），是第43屆英格蘭足總盃，今屆賽事的冠軍是般尼，他們在決賽以1:0擊敗利物浦，奪得冠軍。本屆賽事在水晶宮國家體育中心舉行。
本屆賽事是最後一次在水晶宮中心舉行。

## 外部連結
1. 英格蘭足總盃官網Archive-It的存檔，存档日期2012-04-24
2. 英格蘭足總盃 歷屆冠軍（页面存档备份，存于）